# IC 4270
IC 4270 ist eine Spiralgalaxie vom Hubble-Typ Sb-c im Sternbild Wasserschlange. Sie ist schätzungsweise 351 Millionen Lichtjahre von der Milchstraße entfernt.

Im selben Himmelsareal befinden sich u. a. die Galaxien PGC 779715, PGC 47528.
Das Objekt wurde am 4. Mai 1904 von Royal Harwood Frost.